# 제롬 코원

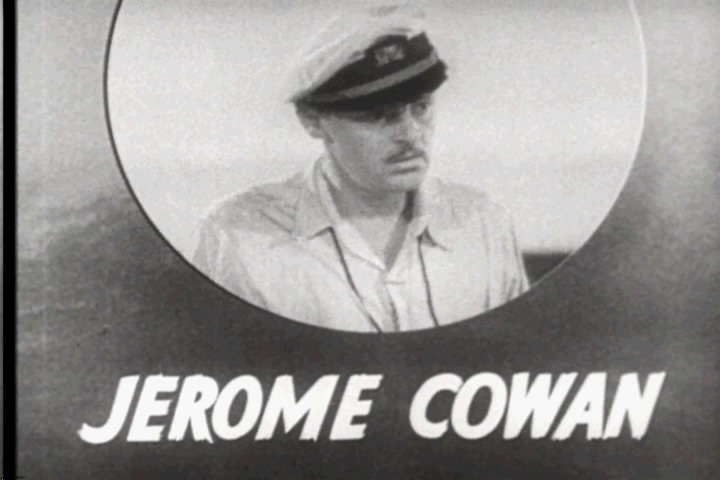

제롬 코원(Jerome Cowan, 1897년 10월 6일 ~ 1972년 1월 24일)은 미국의 연극 배우, 영화배우, 텔레비전 배우이다.
뉴욕에서 태어났으며 엔시노에서 사망하였다. 포리스트 론 메모리얼 파크에 매장되었다.

## 영화
- 난쟁이 왕국 (1967년)
- 페넬로피 (1966년)
- 포켓에 가득찬 행복 (1961년)
- 프라이빗 프로퍼티 (1960년)
- 선셋 77번가 (1958년)
- 페리 메이슨 (1957년)
- 웨스트 포인트 스토리 (1950년)
- 영 맨 위드 어 혼 (1950년)
- 마천루 (1949년)
- 준 브라이드 (1948년) - 카리튼 타운 역
- 스튜디오 원 (1948년)
- 소 디스 이즈 뉴욕 (1948년)
- 드리프트우드 (1947년) - 스나이더 시장 역
- 34번가의 기적 (1947년) - 지방검사 토마스 마라 역
- 게스트 인 더 하우스 (1944년)
- 미스터 스케핑튼 (1944년) - 에드워드 모리슨 역
- 베르나데트의 노래 (1943년)
- 하이 시에라 (1941년)
- 대단한 거짓말 (1941년)
- 말타의 매 (1941년)
- 한 발은 천국에 (1941년)
- 캐슬 온 더 허드슨 (1940년)
- 멜로디 랜치 (1940년)
- 이스트 사이드 오브 헤븐 (1939년)
- 세인트 루이스 블루스 (1939년)
- 위대한 빅터 허버트 (1939년)
- 데어 올웨이스 어 우먼 (1938년)
- 더 골드윈 폴리스 (1938년)
- 쉘 위 댄스 (1937년)
- 뉴 페이스 오브 1937 (1937년)
- 허리케인 (1937년)
- 단 한 번뿐인 인생 (1937년)